# Georgian Airways
Georgian Airways (gruzínsky: ჯორჯიან ეარვეისი) (dříve Airzena) jsou národní leteckou společností Gruzie. Provozují řadu pravidelných linek v Evropě a na Středním Východě a sídlí na mezinárodním letišti v Tbilisi.

## Historie
Georgian Airways byly založeny v září 1994 pod názvem Airzena. Tato společnost začala provozovat charterové lety. Pravidelné lety byly zavedeny až v roce 1997. V listopadu roku 1999 byly Airzena sloučena s Georgian Airlines pod názvem Airzena Georgian Airlines. Současný název získaly aerolinky 1. října 2004.

## Destinace
Společnost provozuje 12 pravidelných linek, mj. do předních evropských destinací, jako např. Amsterdam, Frankfurt nad Mohanem, Moskva, Vídeň nebo Praha.

### Praha
Georgian Airways provozovaly pravidelné lety z Tbilisi do Prahy od června 2001 do května 2006. Létaly je Boeingy 737-500, občas na této lince objevil i typ Jakovlev Jak-42.
V roce 2017 oznámily Georgian Airways návrat do Prahy s lety z Tbilisi, dvakrátkrát týdně. Tato linka měla začít 22. května téhož roku. Později ale společnost oznámila, že lety do Prahy bude provozovat, ale linkou z arménského Jerevanu. Společnost totiž začala spolupracovat se zdejší společností Armenia AirCompany. Praha tedy novou linku do Tbilisi nezískala, získala novou linku do Jerevanu, s možností hodinového přestupu a letu dál do Tbilisi.
Později společnost začala létat přímo z Tbilisi, od března 2019 navíc přidala frekvence a létá tuto linku místo dvakrát již třikrát týdně.

## Flotila

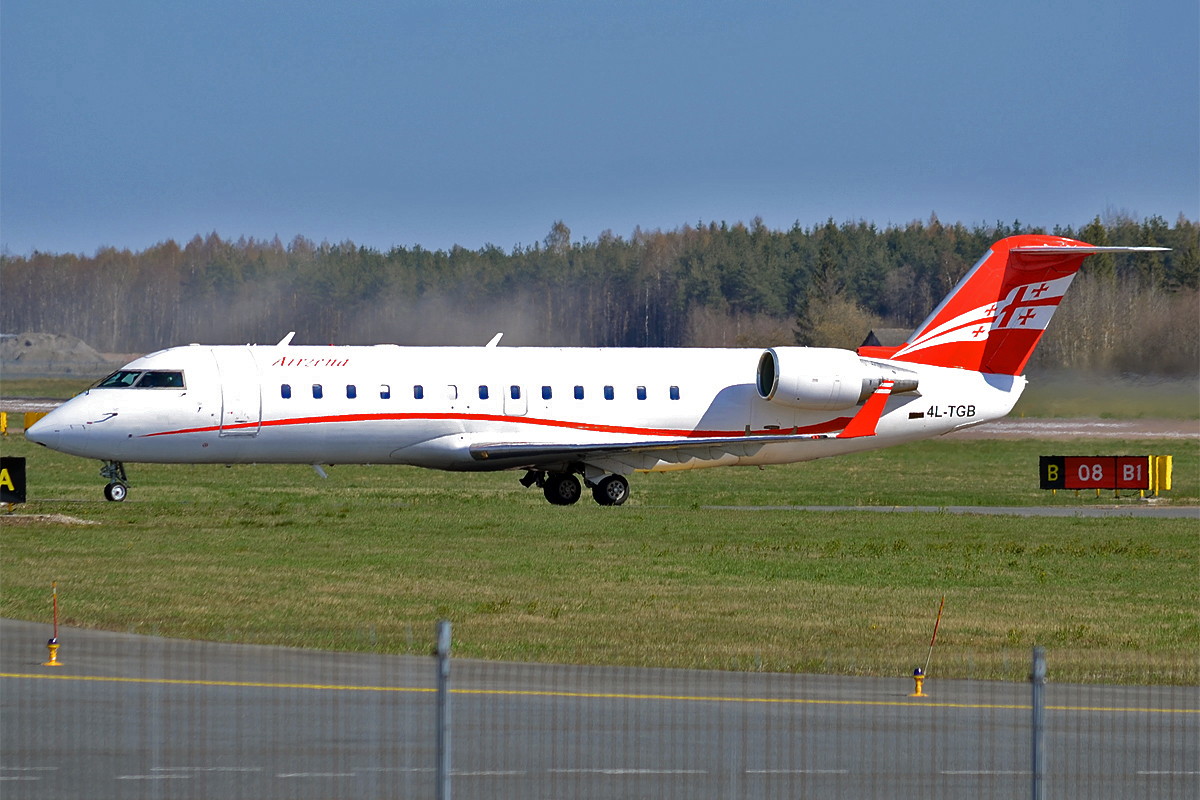
Letadlo CRJ-200LR Georgian Airways

Flotila Georgian Airways v lednu 2019. V srpnu 2010 byl průměrný věk flotily 14 let.
| Typ                 | Počet | Objednávky | Cestující | Cestující | Cestující | Poznámky |
| Typ                 | Počet | Objednávky | B         | E         | Celkem    | Poznámky |
| ------------------- | ----- | ---------- | --------- | --------- | --------- | -------- |
| Boeing 737-700      | 3     | —          | 12        | 120       | 132       |          |
| Bombardier CRJ200LR | 1     | —          | 6         | 44        | 55        |          |
| Embraer 190         | 3     | —          | 9         | 88        | 97        |          |
| Celkem              | 7     | –          |           |           |           |          |